# SCU Torreense
Sport Clube União Torreense  is een Portugese voetbalclub uit Torres Vedras. De club speelt zijn thuiswedstrijden in het Estádio Manuel Marques, waar plaats is voor 12.000 toeschouwers. De clubkleuren zijn blauw en rood. De club was in het seizoen van 1991/92 voor het laatst actief in de Primeira Liga.
In 2022 werd promotie behaald naar het tweede niveau. De club werd kampioen van de Campeonato de Portugal door UD Oliveirense te verslaan in de finalewedstrijd. De wedstrijd was geëindigd in 1-1, tijdens de strafschoppen trok SCUT aan het langste eind.